# Tony Strobl
Pour les articles homonymes, voir Strobl (homonymie).
Anthony Joseph Strobl, dit Tony Strobl, né le 12 mai 1915 à Cleveland, dans l'Ohio et mort le 29 décembre 1991 à Northridge en Californie, est un dessinateur de bandes dessinées animalières (funny animal comics) américaines. Il est surtout connu pour l'illustration d'histoires de Daffy Duck, Bugs Bunny, Donald Duck, Balthazar Picsou et Mickey Mouse.
En 2006, il fait l'objet d'un numéro spécial de Hall of Fame, une collection scandinave d'ouvrages consacrés aux meilleurs dessinateurs Disney. Il est l'auteur de plus de 3000 bandes dessinées Disney.